# Ratiboř (ort i Tjeckien, Zlín)
Ratiboř är en ort i Tjeckien. Den ligger i regionen Zlín, i den östra delen av landet, 260 km öster om huvudstaden Prag. Ratiboř ligger 341 meter över havet och antalet invånare är 1 719.
Terrängen runt Ratiboř är huvudsakligen lite kuperad. Ratiboř ligger nere i en dal. Runt Ratiboř är det ganska tätbefolkat, med 222 invånare per kvadratkilometer. Närmaste större samhälle är Vsetín, 6,7 km sydost om Ratiboř. I omgivningarna runt Ratiboř växer i huvudsak blandskog.